# 前216年
| 千纪： | 前1千纪 |
| 世纪： | 前4世纪 \| 前3世纪 \| 前2世纪                                                                                         |
| 年代： | 前240年代 \| 前230年代 \| 前220年代 \| 前210年代 \| 前200年代 \| 前190年代 \| 前180年代                               |
| 年份： | 前221年 \| 前220年 \| 前219年 \| 前218年 \| 前217年 \| 前216年 \| 前215年 \| 前214年 \| 前213年 \| 前212年 \| 前211年 |
| 纪年： | 秦始皇三十一年；衛君角二十六年                                                                                        |

## 大事记

### 西方
- 8月2日——第二次布匿戰爭的坎尼戰役，迦太基漢尼拔戰勝羅馬共和國軍隊，佔領卡普亞（Capua）。

### 中國
- 秦始皇使黔首自實田。